# Qingyun, Guangdong
Qingyun är en köping i sydöstra Kina. Den ligger i Lechang i staden Shaoguan i provinsen Guangdong, omkring 250 kilometer norr om provinshuvudstaden Guangzhou. Antalet invånare är 7 485. Befolkningen består av 3 639 kvinnor och 3 846 män. Barn under 15 år utgör 20,0 %, vuxna 15-64 år 67 %, och äldre över 65 år 12,0 %.